# Josef Meller
Josef Meller (* 22. Oktober 1874 in Stein an der Donau; † 23. November 1968 in Wien) war ein österreichischer Augenarzt.

## Leben
Josef Meller nahm nach der Matura am Humanistischen Gymnasium in Krems ein Studium der Medizin an der Universität Wien auf, das er 1898 mit dem Erwerb des akademischen Grades eines Dr. med. abschloss. Meller – er war bereits während seines Studiums an der Internen Klinik bei Edmund von Neusser beschäftigt – trat in der Folge in die Augenklinik von Ernst Fuchs ein, zu dessen ersten Assistenten er 1905 bestellt wurde.
Nachdem Meller sich 1907 an der Universität Wien habilitiert hatte, erhielt er dort 1912 eine außerordentliche Professur. 1915 folgte er einem Ruf auf den Lehrstuhl für Augenheilkunde in Innsbruck, bis er 1918 in der Nachfolge von Ernst Fuchs denselben in Wien übernahm, den er bis zu seiner Emeritierung 1944 innehatte.
Josef Meller erhielt zahlreiche Auszeichnungen. Im Jahr 1944 erhielt er die Goethe-Medaille für Kunst und Wissenschaft. Er wurde als korrespondierendes Mitglied, später als Ehrenmitglied in die Österreichische Akademie der Wissenschaften (ÖAW) und 1964 als Ehrenmitglied in die Deutsche Ophthalmologische Gesellschaft aufgenommen sowie im April 1963 mit der Verleihung des Preises der Stadt Wien für Naturwissenschaften durch die Stadt Wien geehrt.
Mellers wissenschaftliches Interesse galt der Physiologie des Sehens, der pathologischen Anatomie des Auges, der klinischen  sowie der operativen Ophthalmologie.
In Krems wurde die Dr.-Josef-Meller-Gasse ⊙ nach ihm benannt.

## Schriften
- Ueber die Sklerekto-Iridektomie. Druck der Hoffmannschen Buchdruckerei, 1909
- Augenärztliche Eingriffe: Ein kurzes Handbuch für angehende Augenärzte. J. Šafář, Wien 1918; 6. Auflage, von Josef Böck: Augenärztliche Eingriffe: Eine kurzgefasste Operationslehre. Springer, Wien 1946.
- Ausgewählte Schriften und Reden. Maudrich, Wien 1935.
- mit
- Über die Bedeutung der Bazillämie und Gewebebazillose für Augenkrankheiten. Maudrich, Wien 1951.

## Trivia
Die Schwester von Josef Meller, Maria Meller, heiratete 1915 in Innsbruck den Stadtarzt von Stein an der Donau, Josef Keckeis. Josef Meller war Trauzeuge.